# Oro bianco (film)
Oro bianco (Weißes Gold) è un film del 1949 sceneggiato e diretto da Eduard von Borsody.

## Produzione
Il film fu prodotto dall'Österreichische Film GmbH (ÖFA).

## Distribuzione
Distribuito dalla Sascha Filmverleih, uscì in Austria nel 1949. Il film venne presentato al Capitol di Zurigo l'11 marzo 1949.
La Deutsche London-Film Verleih lo distribuì il 7 agosto 1950 nella Germania Ovest con il titolo Bergwasser.